# 데이지 체인

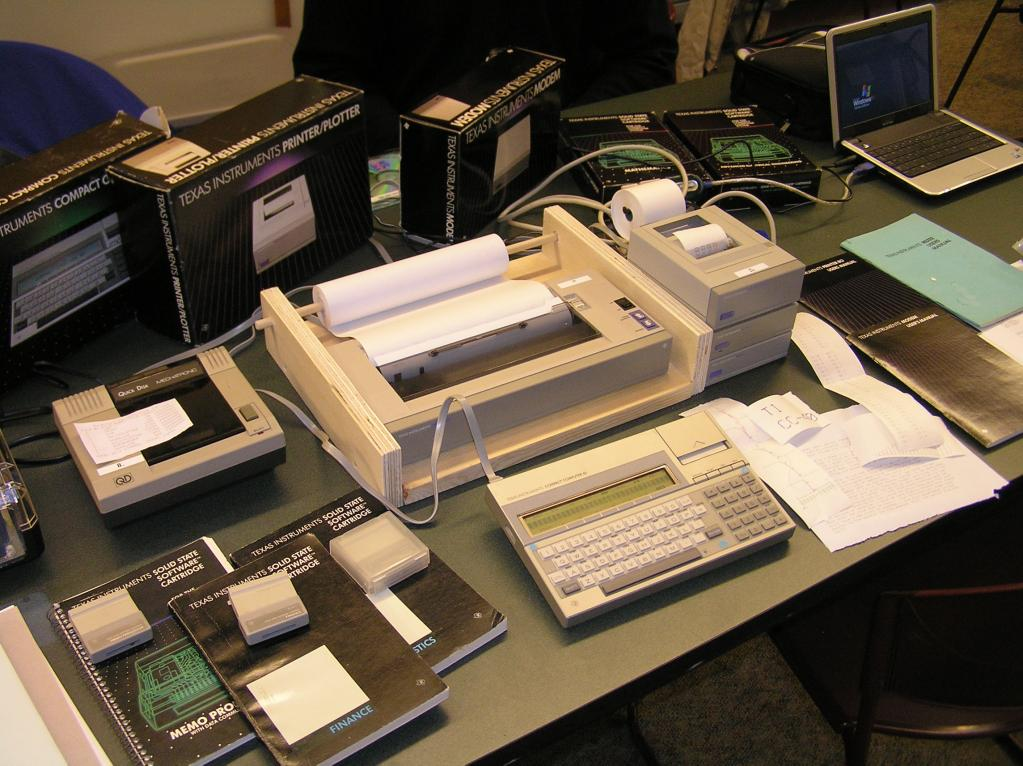
일련의 장치들이 데이지 체인 레이아웃으로 연결되어 있다.

데이지 체인의 그래픽 표현

데이지 체인(daisy chain)이란 연속적으로 연결되어 있는 하드웨어 장치들의 구성을 지칭한다.
예를 들어, 장치 A, B, C를 연결할 때 장치 A와 B를 연결하고, 장치 B와 C를 연속하여 연결하는 방식의 버스 결선 방식을 말한다. 이때, 가장 마지막에 있는 장치는 대개 저항장치 또는 단말장치에 접속된다. 모든 장치들은 동일한 신호를 수신할 수도 있지만, 단순한 버스와는 현저히 다르게 체인 내에 속한 각 장치가 하나 이상의 신호를 다른 장치에 전달하기 전에 내용을 수정하는 경우도 있다.